# روجیم سلیم
روجیم سلیم  یک منطقهٔ مسکونی در اردن است که در استان امان واقع شده‌است.